# Sighișoara
Sighișoara (IPA: [siɡiˈʃo̯ara], in latino Castrum Sex, in ungherese Segesvár , in tedesco Schäßburg) è un municipio del distretto di Mureș, Romania, situata sul fiume Tarnava Grande. La città si trova nella regione storica della Transilvania e conta una popolazione di 28 102 abitanti, secondo il censimento del 2011.
Fanno parte dell'area amministrativa le località di Angofa, Aurel Vlaicu, Hetiur, Rora, Șoromiclea, Venchi e Viilor.

## Storia
La città ha origini sassoni; nel XII secolo, infatti, artigiani e mercanti sassoni vennero invitati dai Re d'Ungheria a trasferirsi in Transilvania, oltre a creare delle colonie che potessero anche provvedere alla difesa dei confini del regno. Questo gruppo di coloni formò la popolazione oggi nota come Sassoni di Transilvania.
Le cronache del XVII secolo riportano la fondazione di un insediamento sassone nella zona dell'attuale Sighișoara nel 1191, tuttavia i primi documenti che citano la città con il nome latino di Castrum Sex risalgono al 1280. Le ricerche archeologiche e paleontologiche effettuate nella zona hanno comunque evidenziato una presenza umana, anche se non continuativa, fin dall'Età del ferro.
Per molti secoli la città ha avuto un ruolo strategico sia sul piano politico che su quello commerciale, divenendo una delle città più importanti della Transilvania. I suoi artigiani sassoni erano noti in tutta Europa e frequenti erano le visite di mercanti provenienti da tutto il Sacro Romano Impero, mentre gli abitanti continuavano a costruirne e rinforzarne le difese. Gli artigiani e i mercanti tedeschi dominavano l'economia della città e si prodigarono nella costruzione delle fortificazioni per proteggerla. Si stima che durante il XVI e il XVII secolo a Sighișoara ci fossero ben 15 corporazioni e 20 laboratori d'artigianato. Il Principe di Valacchia Vlad Dracul visse in esilio nella città, fece coniare delle monete (sebbene il conio della moneta fosse monopolio del Regno d'Ungheria) e lasciò il primo documento nel quale la città viene citata con il nome romeno Sighișoara. Il nome della città è stato attestato in romeno per la prima volta nel 1435 e deriva dall'ungherese Segesvár, in cui vár significa "fortificazione". 
Sighișoara fu sede dell'elezione di Gheorghe Rákóczi I a Principe di Transilvania e poi a Re d'Ungheria nel 1631. Tra il XVII ed il XVIII secolo la città venne travagliata da occupazioni militari, incendi ed epidemie di peste, che tuttavia non ne frenarono più di tanto lo sviluppo. Un'importante fonte per la storia della città nel XVII secolo sono le cronache del notaio Georg Kraus.
La vicina piana di Albești vide svolgersi il 31 luglio del 1849 la Battaglia di Segesvár, nella quale l'esercito ungherese, capitanato dal generale Józef Bem, venne sconfitto dai Russi. Nel 1852 fu costruito un monumento al generale russo Skariatin, morto durante la battaglia. Sempre durante questa battaglia si crede sia morto il poeta ungherese Sándor Petőfi e a lui è stato dedicato nel 1897 un altro monumento ad Albești.
Come tutta la Transilvania, Sighișoara passò dall'Impero austro-ungarico alla Romania dopo la prima guerra mondiale.

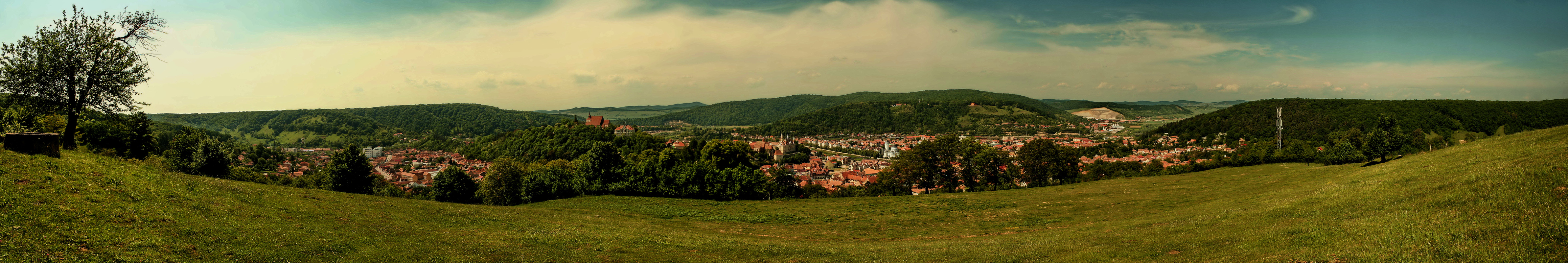
Veduta da Lunca Poștii

## Il centro storico

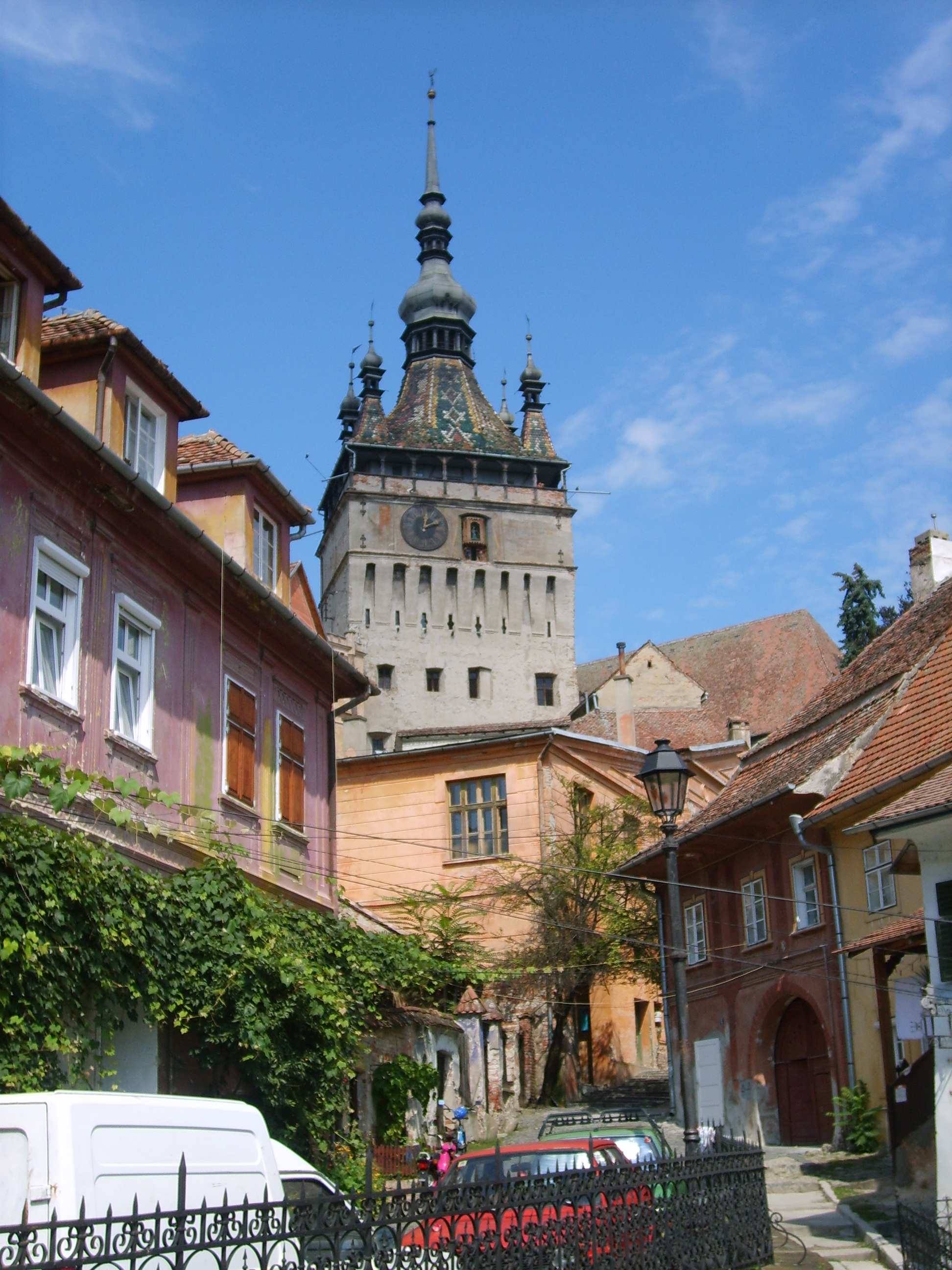
La Torre dell'Orologio

Sighișoara mantiene un centro storico perfettamente conservato, con la struttura urbanistica e gli edifici caratteristici di una cittadella medievale, che è stato dichiarato Patrimonio dell'umanità dall'UNESCO e dove ogni anno si tiene un Festival medievale nell'ultima settimana di luglio. Nell'est Europa Sighișoara rappresenta una delle poche città fortificate ancora abitate. La città è divisa in due parti: la zona medievale (cittadella, in rumeno cetate), che si trova in cima alla collina, e la parte bassa, nella valle del fiume Tarnava Grande.
Tra gli edifici che formano il centro storico, di particolare interesse sono le case degli artigiani che, sotto il controllo di una fondazione e con l'apporto del Governo romeno, conservano ancora i laboratori e i relativi attrezzi di lavoro.
L'edificio che rappresenta il simbolo della città è la Torre dell'Orologio, costruita nel 1556 ed alta 64 m, che oggi ospita un museo storico. Numerosi sono comunque gli edifici storici, tra cui la cittadella medievale, la cosiddetta Chiesa sulla collina, che contiene una cripta ed interessanti affreschi, alla quale si giunge salendo una scalinata interamente coperta da un tetto di legno, ed il piccolo Museo delle armi, che accoglie una collezione di spade, frecce, armature ed altri equipaggiamenti militari medievali.

## Monumenti e luoghi d'interesse
Sighișoara è una destinazione turistica molto popolare grazie alle architetture del centro antico ancora perfettamente conservate e annoverate dall'UNESCO come patrimonio dell'umanità. Le attrazioni turistiche più interessanti sono certamente le torri che sorgono nella cittadella.

### La Cittadella e Le Torri
La cinta muraria risale al XIII secolo quando fu rafforzata ed ampliata la precedente fortificazione eretta nel secolo precedente a difesa delle invasioni mongole. La cinta muraria ha uno sviluppo di quasi un chilometro e vede l'alternarsi delle torri che hanno il nome delle corporazioni cittadine che dovevano curarne la manutenzione. Secondo i documenti d'architettura militare dell'epoca, le torri dovevano costituire un sistema di fortificazione di difesa reciproca, e, allo stesso tempo, ogni torre doveva essere una fortezza indipendente: fare breccia nelle fondamenta di una torre non implicava avere accesso alla città, assediare una torre non dava alcun diritto sull'intera città. La maggior parte di queste torri erano fornite di montacarichi e gallerie sotterranee.
- Torre dell'orologio di Sighișoara (Turnul cu Ceas) - il simbolo della città è alto una torre alta 64 metri costruita nel XIII secolo. Oggi vi si trova un museo di storia.
- Torre degli stagnai (Turnul Cositorilor).
- Torre dei macellai (Turnul Măcelarilor).
- Torre dei calzolai.
- Torre dei sarti (Turnul Croitorilor).
- Torre dei pellicciai (Turnul Cojocarilor).
- Torre dei fabbri (Turnul Fierarilor).
- Torre dei funai (Turnul Frânghierilor).
- Torre dei conciatori (Turnul Tăbăcarilor).

### Architetture religiose
- Chiesa sulla Collina (Biserica din Deal) è indubbiamente uno dei monumenti architettonici di maggior pregio della città ed è anche fra gli edifici più rappresentativi dello stile gotico nel paese. Fu costruita nel 1345 su una precedente chiesa romanica. L'interno, a tre navate, contiene interessanti pietre tombali, statue ed affreschi quattrocenteschi.
- Chiesa del monastero di Sighișoara (Biserica Mânăstirii Dominicane), situata nei dintorni della torre dell'orologio, la chiesa fu edificata nel 1677 su un precedente costruzione monastica del XIV secolo. L'interno in stile barocco e conserva pregevoli tappeti orientali e un fonte battesimale bronzeo eseguito da maestranze locali nel 1440. Si tratta dell'unica chiesa senza campane: il motivo risiede principalmente nel fatto che i sassoni non amassero investire le proprie ricchezze, così pensarono che una campana, quella della chiesa sulla collina, fosse sufficiente per l'intera città. Il monastero fu abbattuto alla fine del XIX secolo.
- Chiesa dei lebbrosi (Biserica Leproșilor). Nella città bassa, oltre il fiume Târnava Grande, fu costruita nel XV secolo in stile gotico nel vecchio lazzaretto.
- Cattedrale ortodossa di Sighișoara (Catedrala Ortodoxă). Risale ai primi anni del XX secolo.

### Architetture civili

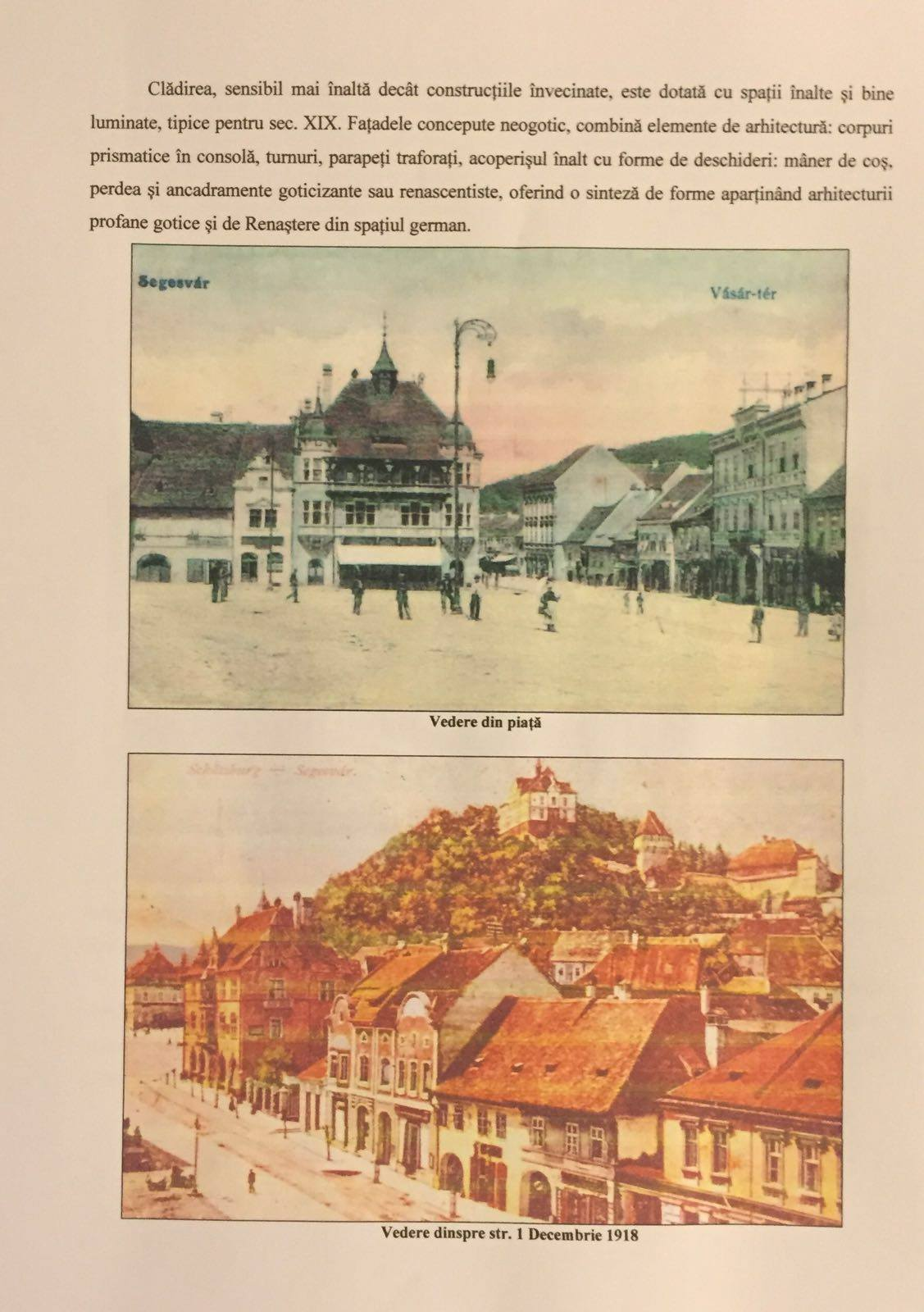
Strada 1 Decembrie 1918 durante il XX secolo

Più delle 164 case nella città aventi almeno 300 anni sono considerate monumenti storici: la piazza della città, con la sua forma squadrata, era un tempo abitata dalle famiglie nobiliari della città, sebbene abbia subito col tempo molte trasformazioni. Le costruzioni più note sono quelle che hanno mantenuto il loro stato originario.
- Casa sulla Roccia (Casa de pe stâncă).
- Casa Veneziana (Casa Venețiană).
- Casa di Vlad Dracul. È la casa dove visse Vlad Dracul, padre del famoso Vlad Tepeș detto l'Impalatore, che sarebbe qui nato nel 1431. La casa ospita ora un ristorante e il Museo delle armi, che accoglie una collezione di spade, frecce, armature ed altri equipaggiamenti militari medievali.
- Municipio di Sighișoara. Costruito nella seconda metà del XIX secolo in stile neoclassico, ha un aspetto imponente con ampie finestre e guglie di forma gotica
- La scala degli studiosi (scala Școlii). Una scala coperta interamente da un tetto di legno del 1642 é composta da 177 gradini e porta da piazza Catății alla somità del colle degli studiosi.
- La Scuola sulla collina.
- La casa del cervo (Casa cu Cerb). Fra gli edifici di epoca rinascimentale e barocca che si affacciano sulla piazza Catății, spicca la casa del cervo per la figura di un cervo che orna l'angolo della facciata: il corpo è dipinto sul muro mentre la testa di legno scolpito sorregge un paio di corna naturali.
- La piazza della Cittadella (''Piața Cetăți'').
- Casa Asociatiei Mestesugaresti (La Perla).
- Joseph B. Teusch Building (Hotel Central Park).

## Amministrazione

### Gemellaggi
- Dinkelsbühl
- Kiskunfélegyháza
- Baden
- Blois
- Città di Castello

## Galleria d'immagini

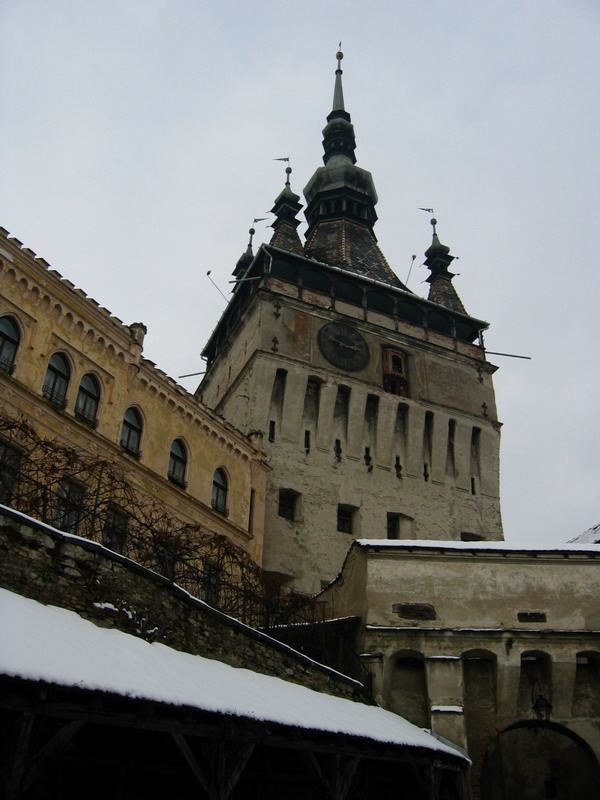
La Torre dell'Orologio
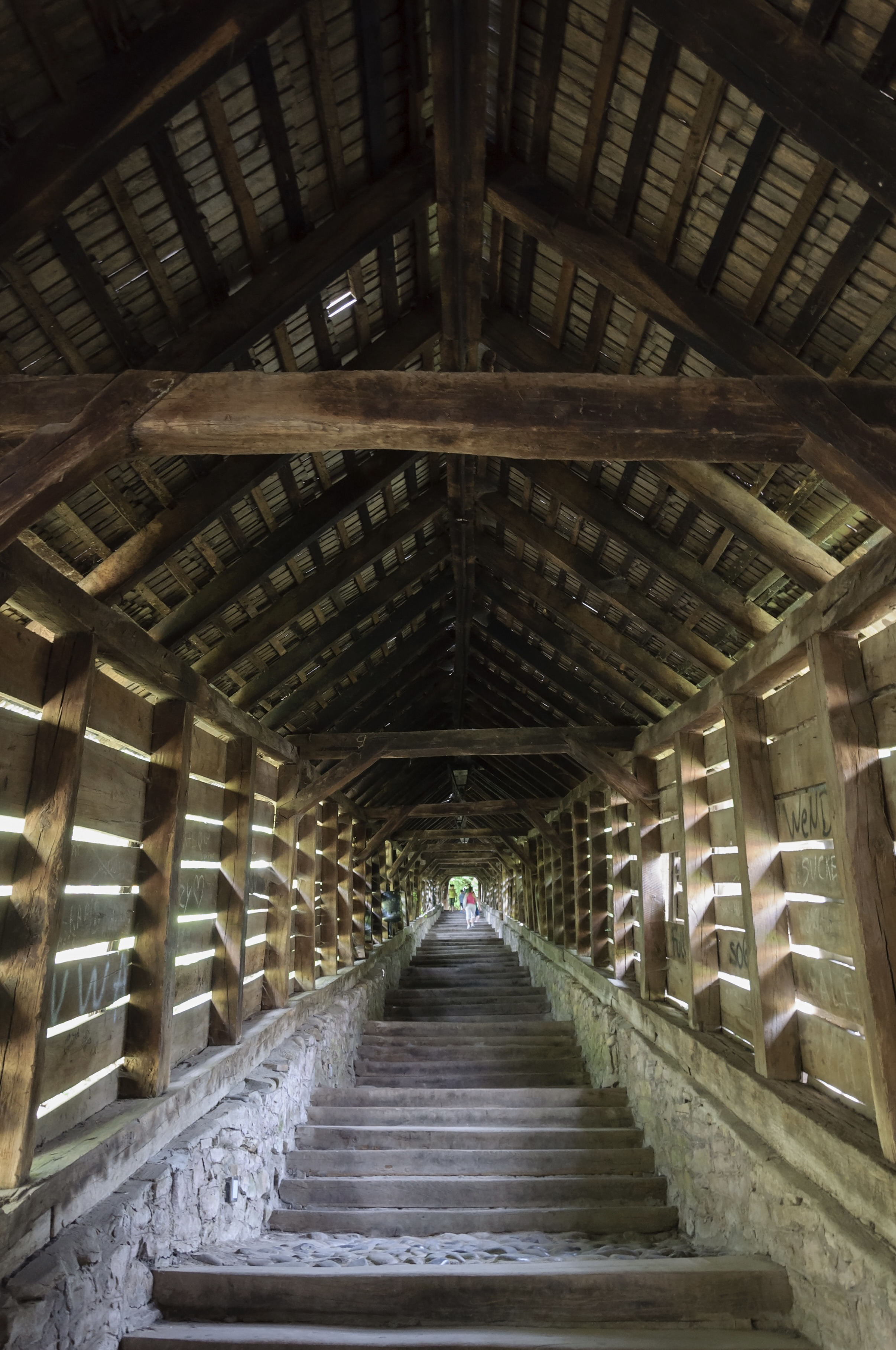
La scala coperta
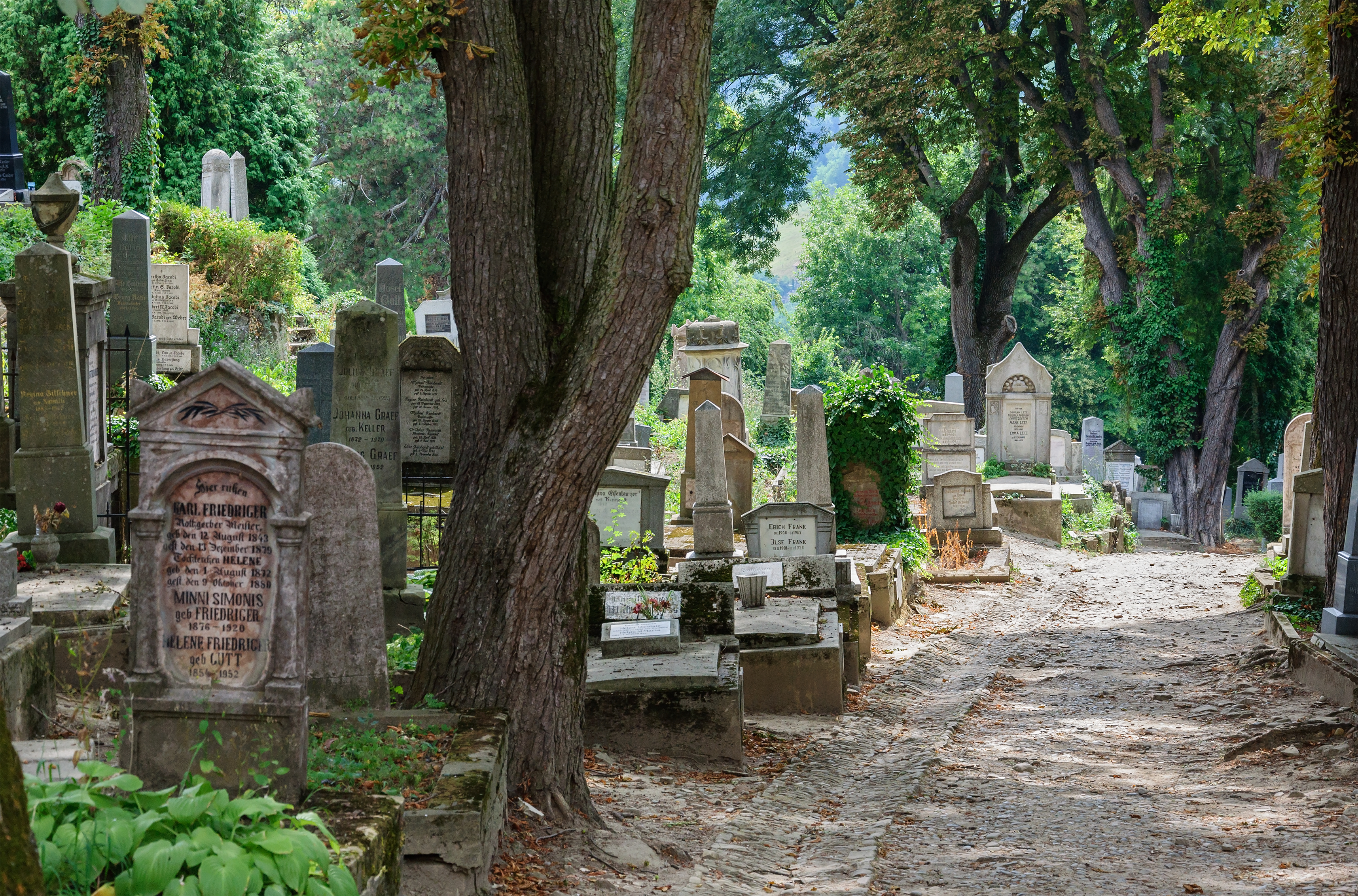
L'antico cimitero sassone
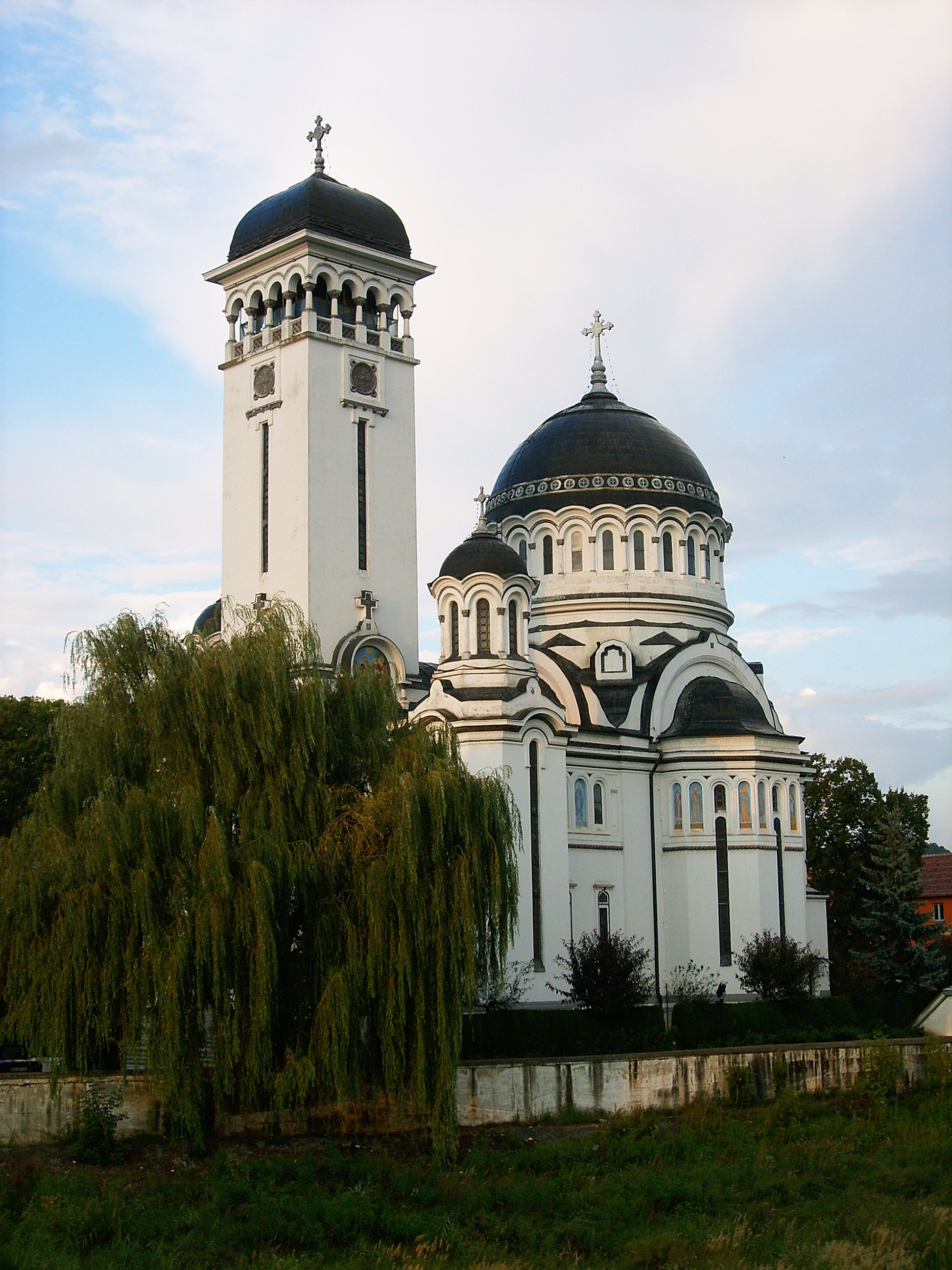
La chiesa ortodossa
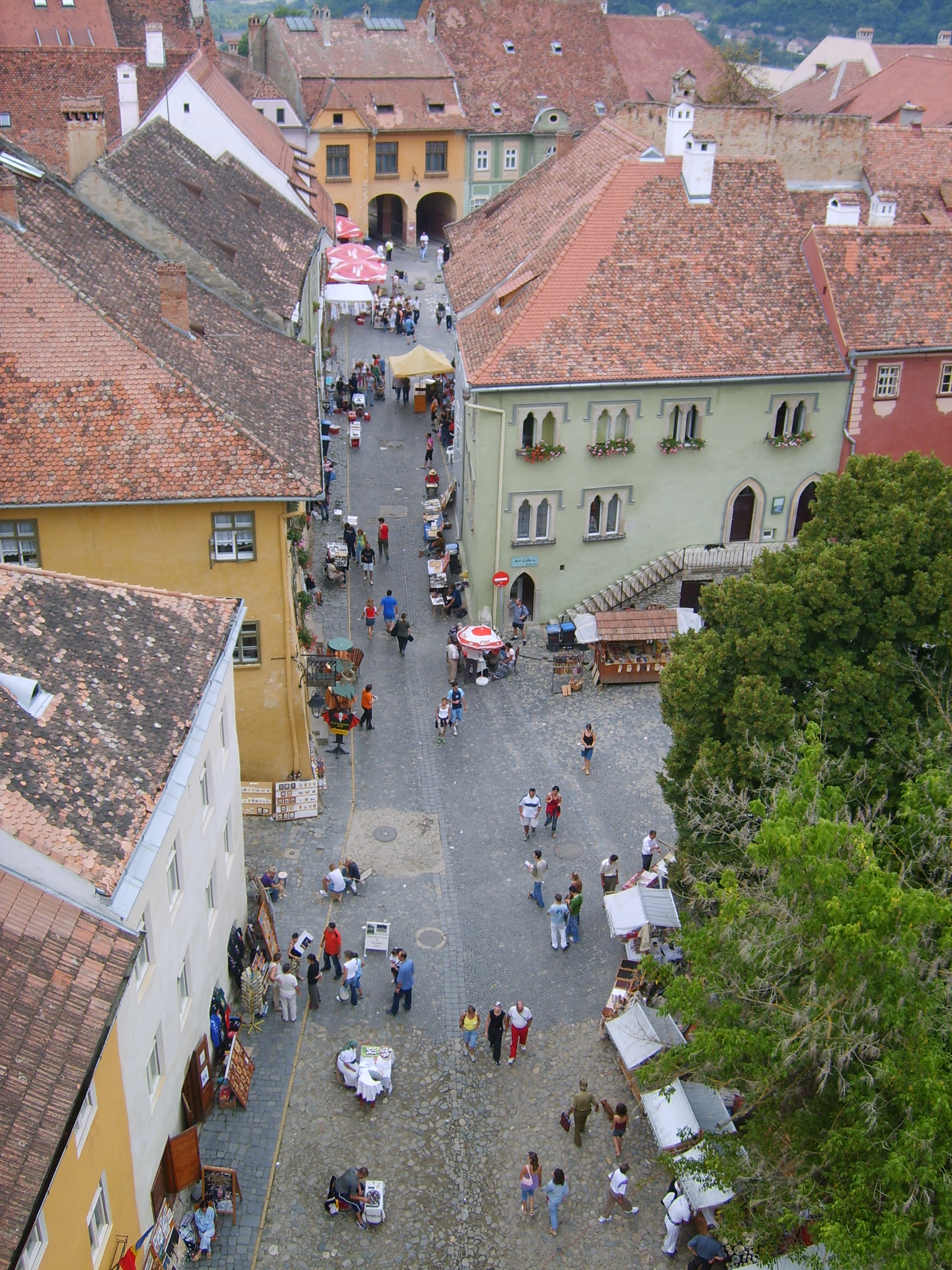
Vista dalla Torre dell'Orologio
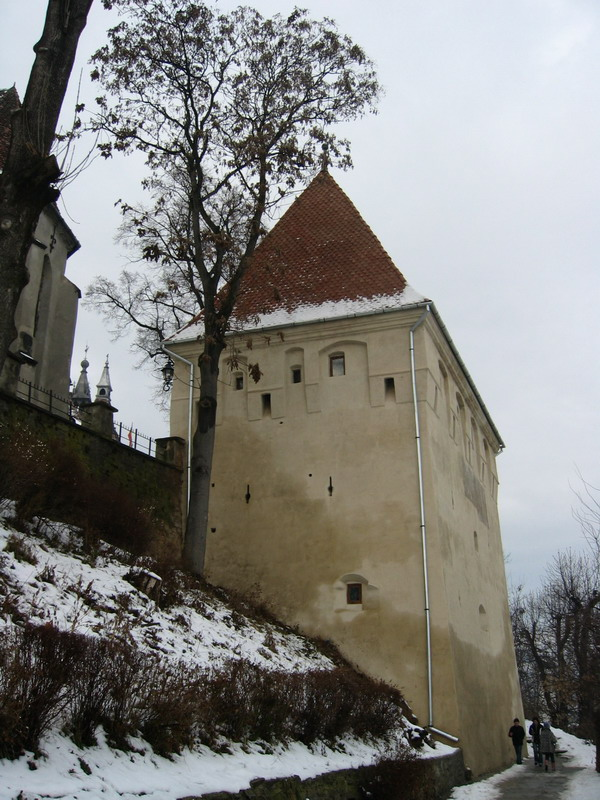
Una torre della Cittadella
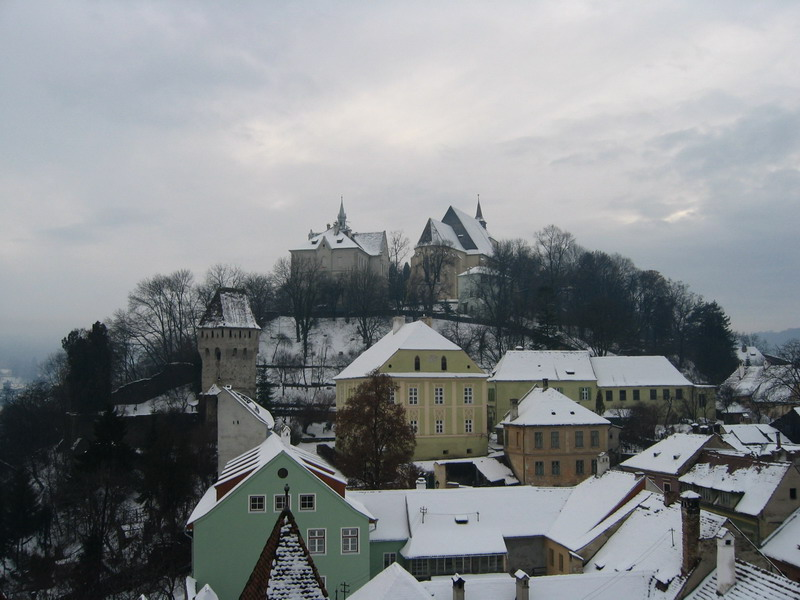
Panoramica della Cittadella
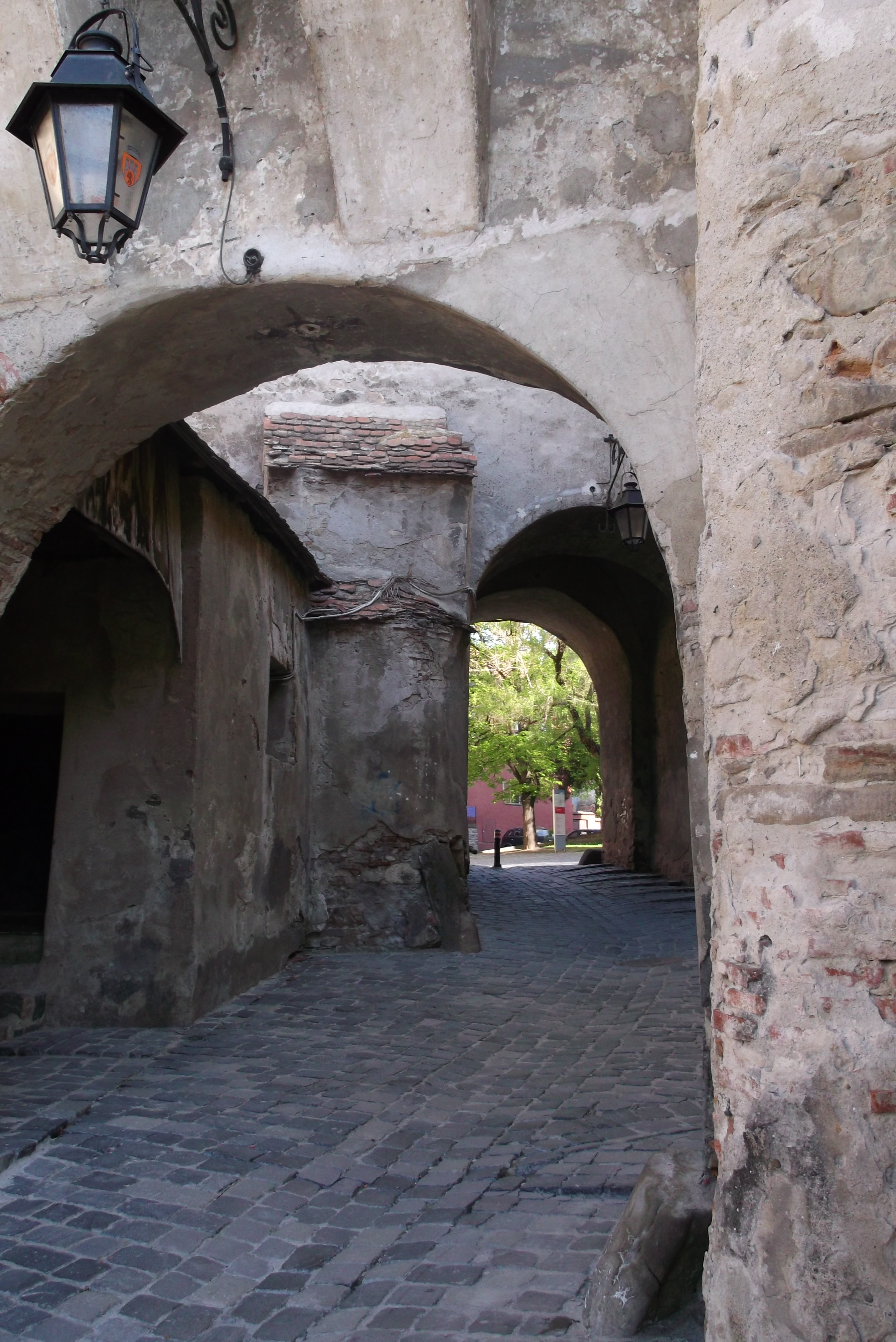
Strada nella città vecchia
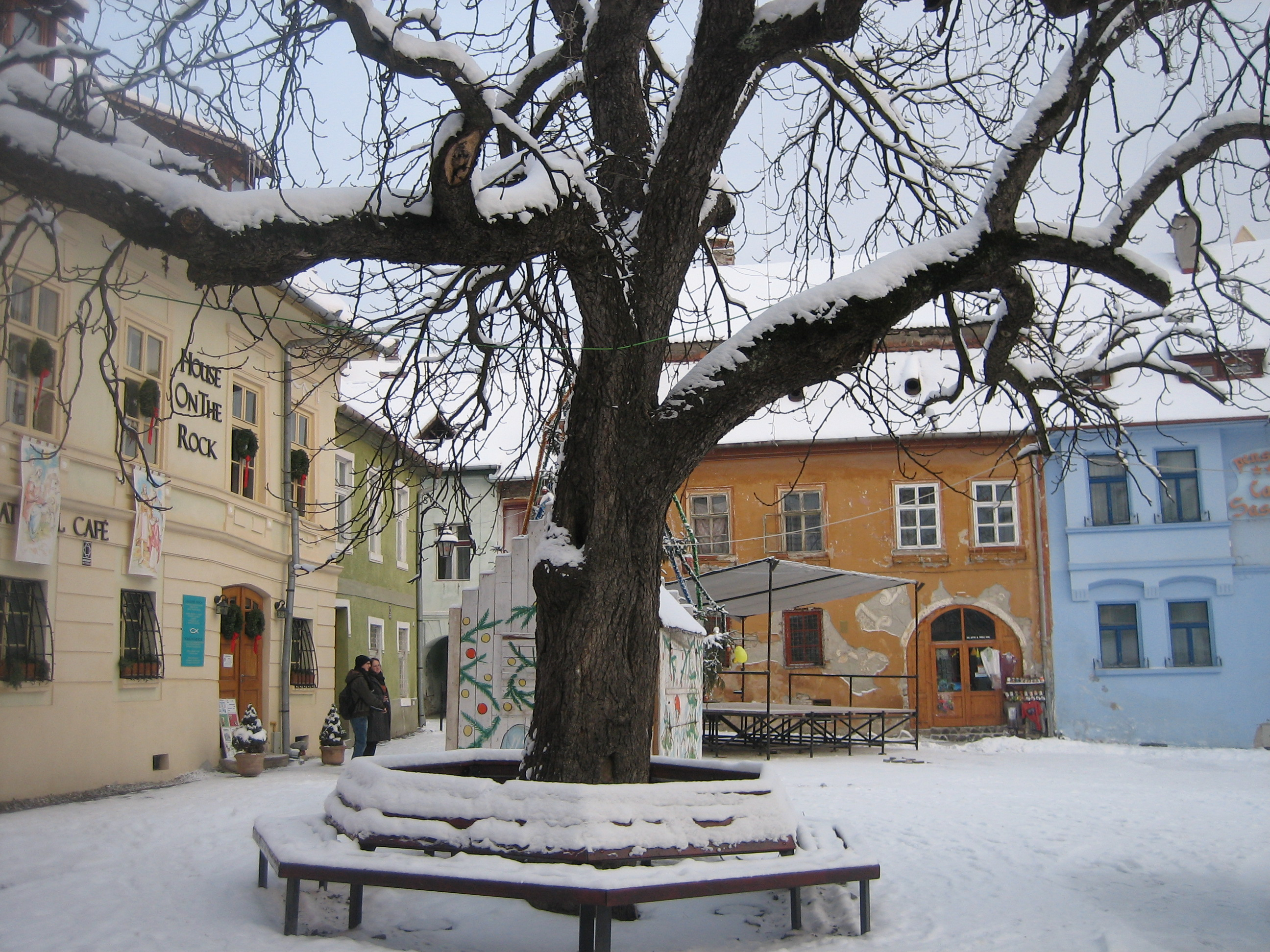
Cafè House on the Rock
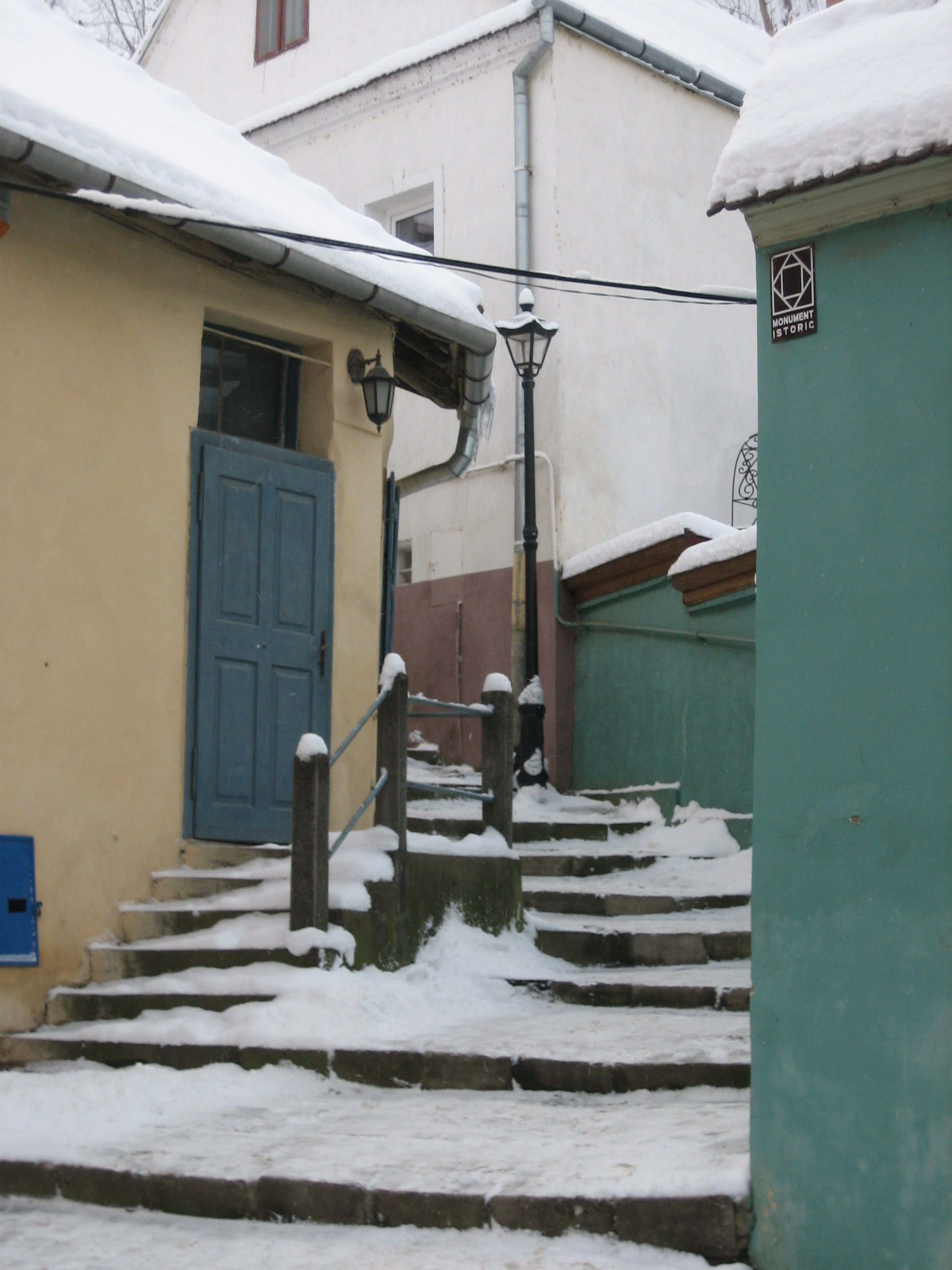
Salita alla città vecchia
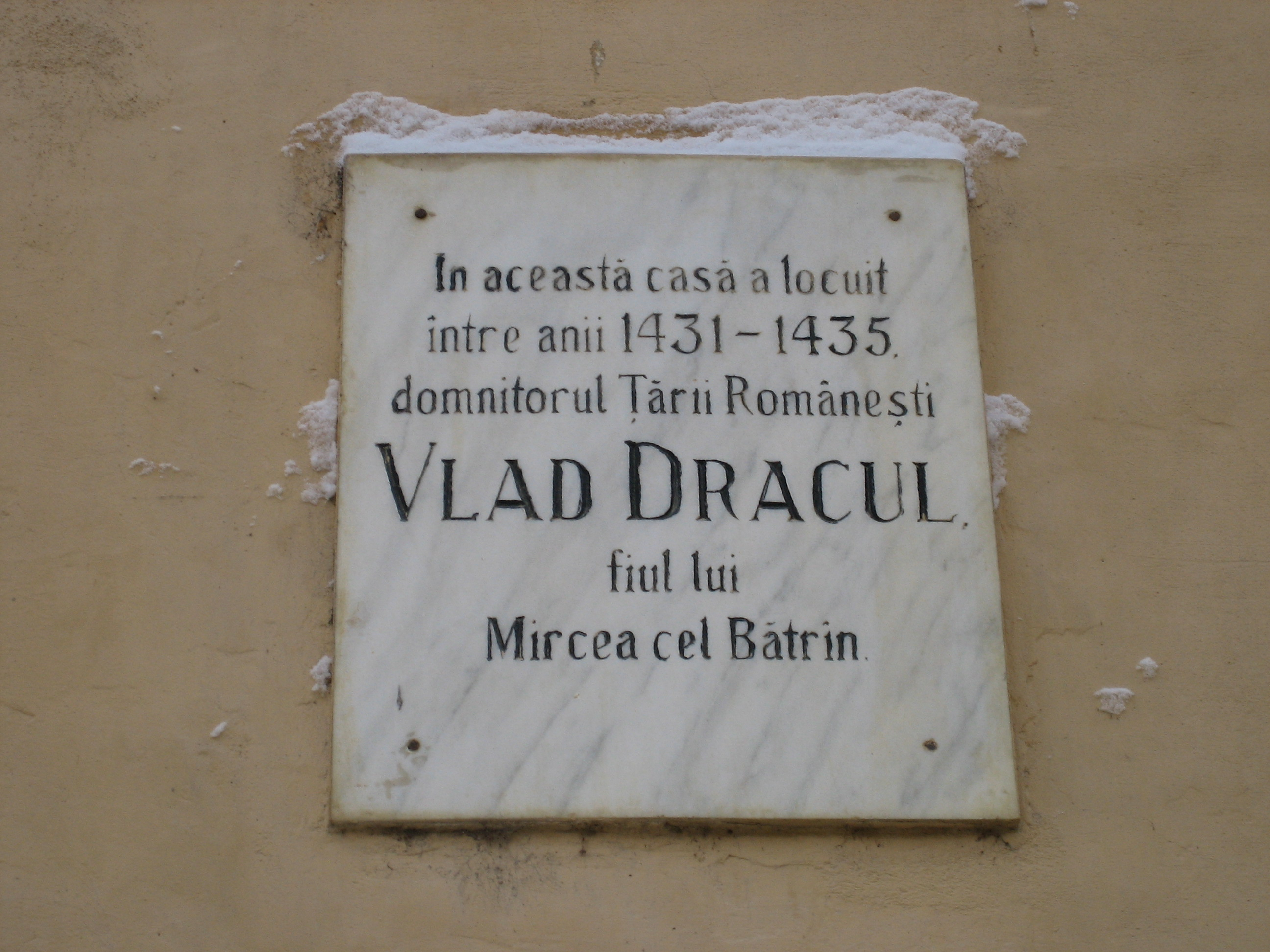
Casa di Vlad Dracul